# Rolla János
Rolla János (eredetileg Róla János, Kőtelek, 1944. szeptember 30. – 2023. december 7. (k. n.)) Kossuth-díjas magyar hegedűművész, a Liszt Ferenc Kamarazenekar koncertmestere, érdemes művész. A Zempléni Művészeti Napok alapítója.

## Életpályája
1957–1962 között a Bartók Béla Zeneművészeti Szakközépiskola és Gimnázium tanulója volt, ahol Zipernovszky Mária tanította. 1962–1968 között szerzett diplomát a budapesti Liszt Ferenc Zeneművészeti Főiskolán hegedű szakon, ahol Kovács Dénes tanítványa volt. 1963–1979 között a Liszt Ferenc Kamarazenekar hangversenymestere, 1979 óta művészeti vezetője. 1967–1973 között a Rádió Szimfonikus Zenekarának tagja. 1997–2003 között a Kossuth- és Széchenyi-díj Bizottságának tagja volt.
Elsősorban kamaramuzsikusként vált híressé. Partnerei között szerepelt Maurice André, Jean-Pierre Rampal, Alexander Schneider, Henryk Szeryng és Vásáry Tamás.

## Lemezei
- Bozay Attila művei (1976)
- Mozart zongoraversenyek (1984, 1996, 2000)
- Esküvői zene (1995)
- Zempléni Művészeti Napok 1992–1998 (1998)
- Barokk álmodozás (1999)
- Handel: Vízizene (1999)
- Barokk pop (2000)
- 50 éves a Hungaroton – Vonósművészek (1951–2001) (2001)
- Dalok és táncok a Vietórisz-kéziratból (2003)

## Díjai, kitüntetései
- Magyar Rádió Hegedűverseny harmadik díja (1969)
- Érdemes művész (1981)
- Bartók–Pásztory-díj (1984)
- Kossuth-díj (1985)
- Francia Köztársaság Becsületrendje (1991)
- A Magyar Köztársasági Érdemrend középkeresztje (1994)
- Sárospatak díszpolgára (1996)
- Széchenyi Ferenc-érem (1999)
- A Magyar Köztársasági Érdemrend középkeresztje a csillaggal (2004)
- A Pro Renovanda Cultura Hungariae Alapítvány fődíja (2006)
- A Liszt Ferenc Zeneművészeti Egyetem tiszteletbeli tanára (2007)
- Hazám-díj (2011)
- Zemplénért elismerő cím (2016)